# 1995-ös Le Mans-i 24 órás verseny
A 63. Le Mans-i 24 órás versenyt 1995. június 17. és június 18. között rendezték meg.

## Végeredmény
| Helyezés | Kategória | #  | Csapat                                       | Versenyző                                                             | Modell                             | Gumi | Körök |
| Helyezés | Kategória | #  | Csapat                                       | Versenyző                                                             | Motor                              | Gumi | Körök |
| -------- | --------- | -- | -------------------------------------------- | --------------------------------------------------------------------- | ---------------------------------- | ---- | ----- |
| 1        | GT1       | 59 | Kokusai Kaihatsu Racing                      | Yannick Dalmas Masanori Sekiya JJ Lehto                               | McLaren F1 GTR                     | M    | 298   |
| 1        | GT1       | 59 | Kokusai Kaihatsu Racing                      | Yannick Dalmas Masanori Sekiya JJ Lehto                               | BMW S70 6.1L V12                   | M    | 298   |
| 2        | WSC       | 13 | Courage Compétition                          | Bob Wollek Eric Hélary Mario Andretti                                 | Courage C34                        | M    | 297   |
| 2        | WSC       | 13 | Courage Compétition                          | Bob Wollek Eric Hélary Mario Andretti                                 | Porsche Type-935 3.0L Turbo Flat-6 | M    | 297   |
| 3        | GT1       | 51 | Harrods Mach One Racing David Price Racing   | Andy Wallace Derek Bell Justin Bell                                   | McLaren F1 GTR                     | G    | 296   |
| 3        | GT1       | 51 | Harrods Mach One Racing David Price Racing   | Andy Wallace Derek Bell Justin Bell                                   | BMW S70 6.1L V12                   | G    | 296   |
| 4        | GT1       | 24 | GTC Gulf Racing                              | Mark Blundell Ray Bellm Maurizio Sandro Sala                          | McLaren F1 GTR                     | M    | 291   |
| 4        | GT1       | 24 | GTC Gulf Racing                              | Mark Blundell Ray Bellm Maurizio Sandro Sala                          | BMW S70 6.1L V12                   | M    | 291   |
| 5        | GT1       | 50 | Giroix Racing Team                           | Fabien Giroix Jean-Denis Deletraz Olivier Grouillard                  | McLaren F1 GTR                     | M    | 290   |
| 5        | GT1       | 50 | Giroix Racing Team                           | Fabien Giroix Jean-Denis Deletraz Olivier Grouillard                  | BMW S70 6.1L V12                   | M    | 290   |
| 6        | WSC       | 4  | Porsche Kremer Racing                        | Thierry Boutsen Hans Joachim Stuck Christophe Bouchut                 | Kremer K8 Spyder                   | G    | 289   |
| 6        | WSC       | 4  | Porsche Kremer Racing                        | Thierry Boutsen Hans Joachim Stuck Christophe Bouchut                 | Porsche Type-935 3.0L Turbo Flat-6 | G    | 289   |
| 7        | WSC       | 5  | D.T.R. Mazdaspeed Co. Ltd.                   | Yojiro Terada Jim Downing Franck Freon                                | Kudzu DG-3                         | G    | 282   |
| 7        | WSC       | 5  | D.T.R. Mazdaspeed Co. Ltd.                   | Yojiro Terada Jim Downing Franck Freon                                | Mazda 13B 2.0L 4-Rotor             | G    | 282   |
| 8        | GT2       | 84 | Team Kunimitsu Honda                         | Keiichi Tsuchiya Akira Iida Kunimitsu Takahashi                       | Honda NSX                          | Y    | 275   |
| 8        | GT2       | 84 | Team Kunimitsu Honda                         | Keiichi Tsuchiya Akira Iida Kunimitsu Takahashi                       | Honda 3.0L V6                      | Y    | 275   |
| 9        | GT2       | 73 | Callaway Competition                         | Enrico Bertaggia Johnny Unser Frank Jelinski                          | Callaway Corvette SuperNatural     | BF   | 273   |
| 9        | GT2       | 73 | Callaway Competition                         | Enrico Bertaggia Johnny Unser Frank Jelinski                          | Chevrolet 6.3L V8                  | BF   | 273   |
| 10       | GT1       | 22 | NISMO                                        | Hideo Fukuyama Masahiko Kondo Shunji Kasuya                           | Nissan Skyline GT-R LM             | B    | 271   |
| 10       | GT1       | 22 | NISMO                                        | Hideo Fukuyama Masahiko Kondo Shunji Kasuya                           | Nissan 2.6L Turbo I6               | B    | 271   |
| 11       | GT2       | 75 | Agusta Racing Team                           | Robin Donovan Eugene O'Brien Riccardo Agusta                          | Callaway Corvette SuperNatural     | D    | 271   |
| 11       | GT2       | 75 | Agusta Racing Team                           | Robin Donovan Eugene O'Brien Riccardo Agusta                          | Chevrolet 6.3L V8                  | D    | 271   |
| 12       | GT1       | 34 | Pilot Aldix Racing                           | Michel Ferté Olivier Thévenin Carlos Palau                            | Ferrari F40 LM                     | M    | 270   |
| 12       | GT1       | 34 | Pilot Aldix Racing                           | Michel Ferté Olivier Thévenin Carlos Palau                            | Ferrari 3.0L Turbo V8              | M    | 270   |
| 13       | GT1       | 42 | BBA Compétition                              | Jean-Luc Maury-Laribière Marc Sourd Hervé Poulain                     | McLaren F1 GTR                     | D    | 266   |
| 13       | GT1       | 42 | BBA Compétition                              | Jean-Luc Maury-Laribière Marc Sourd Hervé Poulain                     | BMW S70 6.1L V12                   | D    | 266   |
| 14       | GT1       | 27 | SARD Co. Ltd.                                | Jeff Krosnoff Marco Apicella Mauro Martini                            | Toyota Supra LM                    | D    | 264   |
| 14       | GT1       | 27 | SARD Co. Ltd.                                | Jeff Krosnoff Marco Apicella Mauro Martini                            | Toyota 3S-GTE 2.1L Turbo I4        | D    | 264   |
| 15       | GT2       | 77 | Seikel Motorsport                            | Guy Kuster Karel Dolejsi Peter Seikel                                 | Porsche 911 GT2                    | P    | 263   |
| 15       | GT2       | 77 | Seikel Motorsport                            | Guy Kuster Karel Dolejsi Peter Seikel                                 | Porsche 3.6L Turbo Flat-6          | P    | 263   |
| 16       | GT2       | 78 | Jean-François Veroux                         | Eric van de Vyver Didier Ortion Jean-François Veroux                  | Porsche 911 GT2                    | G    | 262   |
| 16       | GT2       | 78 | Jean-François Veroux                         | Eric van de Vyver Didier Ortion Jean-François Veroux                  | Porsche 3.6L Turbo Flat-6          | G    | 262   |
| 17       | GT2       | 81 | Richard Jones                                | Nick Adams Richard Jones Gerard MacQuillan                            | Porsche 911 GT2                    | G    | 250   |
| 17       | GT2       | 81 | Richard Jones                                | Nick Adams Richard Jones Gerard MacQuillan                            | Porsche 3.6L Turbo Flat-6          | G    | 250   |
| 18       | GT1       | 41 | Ennea SRL Ferrari Club Italia                | Gary Ayles Massimo Monti Fabio Mancini                                | Ferrari F40 GTE                    | P    | 237   |
| 18       | GT1       | 41 | Ennea SRL Ferrari Club Italia                | Gary Ayles Massimo Monti Fabio Mancini                                | Ferrari 3.0L Turbo V8              | P    | 237   |
| 19       | GT1       | 54 | Freisinger Motorsport                        | Wolfgang Kaufmann Yukihiro Hane Michel Ligonnet                       | Porsche 993 Bi-Turbo               | G    | 229   |
| 19       | GT1       | 54 | Freisinger Motorsport                        | Wolfgang Kaufmann Yukihiro Hane Michel Ligonnet                       | Porsche 3.8L Turbo Flat-6          | G    | 229   |
| 20       | LMP2      | 14 | Didier Bonnet                                | Patrice Roussel Eduoard Sezionale Bernard Sental                      | Debora LMP295                      | M    | 222   |
| 20       | LMP2      | 14 | Didier Bonnet                                | Patrice Roussel Eduoard Sezionale Bernard Sental                      | Ford Cosworth 2.0L Turbo I4        | M    | 222   |
| 21 NC    | GT1       | 44 | Venturi Automobiles SA                       | Jean-Marc Gounon Paul Belmondo Arnaud Trévisiol                       | Venturi 600LM                      | M    | 193   |
| 21 NC    | GT1       | 44 | Venturi Automobiles SA                       | Jean-Marc Gounon Paul Belmondo Arnaud Trévisiol                       | Renault PRV 3.0L Turbo V6          | M    | 193   |
| 22 NC    | GT2       | 71 | Team Marcos                                  | David Leslie Chris Marsh François Migault                             | Marcos Mantara LM600               | D    | 184   |
| 22 NC    | GT2       | 71 | Team Marcos                                  | David Leslie Chris Marsh François Migault                             | Chevrolet 6.3L V8                  | D    | 184   |
| 23 NC    | GT1       | 46 | Honda Motor Co. Ltd.                         | Hideki Okada Philippe Favre Naoki Hattori                             | Honda NSX GT1                      | D    | 121   |
| 23 NC    | GT1       | 46 | Honda Motor Co. Ltd.                         | Hideki Okada Philippe Favre Naoki Hattori                             | Honda 3.0L Turbo V6                | D    | 121   |
| 24 DNF   | LMP2      | 9  | Welter Racing                                | William David Jean-Bernard Bouvet Richard Balandras                   | WR LM94                            | M    | 196   |
| 24 DNF   | LMP2      | 9  | Welter Racing                                | William David Jean-Bernard Bouvet Richard Balandras                   | Peugeot 2.0L Turbo V6              | M    | 196   |
| 25 DNF   | GT1       | 45 | Eric Graham                                  | François Birbeau Eric Graham Ferdinand de Lesseps                     | Venturi 600LM                      | D    | 178   |
| 25 DNF   | GT1       | 45 | Eric Graham                                  | François Birbeau Eric Graham Ferdinand de Lesseps                     | Renault PRV 3.0L Turbo V6          | D    | 178   |
| 26 DNF   | WSC       | 3  | Porsche Kremer Racing                        | Jürgen Lässig Franz Konrad Antonio Herrmann de Azevedo                | Kremer K8 Spyder                   | G    | 163   |
| 26 DNF   | WSC       | 3  | Porsche Kremer Racing                        | Jürgen Lässig Franz Konrad Antonio Herrmann de Azevedo                | Porsche Type-935 3.0L Turbo Flat-6 | G    | 163   |
| 27 DNF   | GT1       | 23 | NISMO                                        | Kazuyoshi Hoshino Szuzuki Tosio Masahiko Kageyama                     | Nissan Skyline GT-R LM             | B    | 157   |
| 27 DNF   | GT1       | 23 | NISMO                                        | Kazuyoshi Hoshino Szuzuki Tosio Masahiko Kageyama                     | Nissan 2.6L Turbo I6               | B    | 157   |
| 28 DNF   | GT1       | 57 | PC Automotive Jaguar                         | Richard Piper Tiff Needell James Weaver                               | Jaguar XJ220                       | D    | 135   |
| 28 DNF   | GT1       | 57 | PC Automotive Jaguar                         | Richard Piper Tiff Needell James Weaver                               | Jaguar JV6 3.5L Turbo V6           | D    | 135   |
| 29 DNF   | GT2       | 70 | Team Marcos                                  | Chris Hodgetts Thomas Erdos Cor Euser                                 | Marcos Mantara LM600               | D    | 133   |
| 29 DNF   | GT2       | 70 | Team Marcos                                  | Chris Hodgetts Thomas Erdos Cor Euser                                 | Chevrolet 6.3L V8                  | D    | 133   |
| 30 DNF   | GT1       | 49 | West Competition David Price Racing          | John Nielsen Jochen Mass Dr. Thomas Bscher                            | McLaren F1 GTR                     | G    | 131   |
| 30 DNF   | GT1       | 49 | West Competition David Price Racing          | John Nielsen Jochen Mass Dr. Thomas Bscher                            | BMW S70 6.1L V12                   | G    | 131   |
| 31 DNF   | GT1       | 43 | BBA Compétition                              | Emanuele Clerico Laurent Lecuyer Bernard Chauvin                      | Venturi 600LM                      | D    | 130   |
| 31 DNF   | GT1       | 43 | BBA Compétition                              | Emanuele Clerico Laurent Lecuyer Bernard Chauvin                      | Renault PRV 3.0L Turbo V6          | D    | 130   |
| 32 DNF   | GT1       | 58 | PC Automotive Jaguar                         | Bernard Thuner Olindo Iaccobelli Win Percy                            | Jaguar XJ220                       | D    | 123   |
| 32 DNF   | GT1       | 58 | PC Automotive Jaguar                         | Bernard Thuner Olindo Iaccobelli Win Percy                            | Jaguar JV6 3.5L Turbo V6           | D    | 123   |
| 33 DNF   | GT2       | 76 | Agusta Racing Team                           | Thorkild Thyrring Almo Coppelli Patrick Bourdais                      | Callaway Corvette SuperNatural     | D    | 96    |
| 33 DNF   | GT2       | 76 | Agusta Racing Team                           | Thorkild Thyrring Almo Coppelli Patrick Bourdais                      | Chevrolet 6.3L V8                  | D    | 96    |
| 34 DNF   | GT1       | 37 | Larbre Compétition                           | Dominique Dupuy Emmanuel Collard Stéphane Ortelli                     | Porsche 911 GT2 Evo                | M    | 82    |
| 34 DNF   | GT1       | 37 | Larbre Compétition                           | Dominique Dupuy Emmanuel Collard Stéphane Ortelli                     | Porsche 3.6L Turbo Flat-6          | M    | 82    |
| 35 DNF   | GT2       | 79 | Stadler Motorsport                           | Enzo Calderari Lilian Bryner Andreas Fuchs                            | Porsche 911 GT2                    | P    | 81    |
| 35 DNF   | GT2       | 79 | Stadler Motorsport                           | Enzo Calderari Lilian Bryner Andreas Fuchs                            | Porsche 3.6L Turbo Flat-6          | P    | 81    |
| 36 DNF   | GT1       | 25 | GTC Gulf Racing                              | Pierre-Henri Raphanel Philippe Alliot Lindsay Owen-Jones              | McLaren F1 GTR                     | M    | 77    |
| 36 DNF   | GT1       | 25 | GTC Gulf Racing                              | Pierre-Henri Raphanel Philippe Alliot Lindsay Owen-Jones              | BMW S70 6.1L V12                   | M    | 77    |
| 37 DNF   | GT1       | 36 | Larbre Compétition                           | Jean-Pierre Jarier Jesús Pareja Érik Comas                            | Porsche 911 GT2 Evo                | M    | 64    |
| 37 DNF   | GT1       | 36 | Larbre Compétition                           | Jean-Pierre Jarier Jesús Pareja Érik Comas                            | Porsche 3.6L Turbo Flat-6          | M    | 64    |
| 38 DNF   | GT2       | 91 | Heico Motorsport Kremer Racing               | Tomas Saldaña Miguel Angel de Castro Prince Alfonso d'Orleans Bourbon | Porsche 911 GT2                    | G    | 63    |
| 38 DNF   | GT2       | 91 | Heico Motorsport Kremer Racing               | Tomas Saldaña Miguel Angel de Castro Prince Alfonso d'Orleans Bourbon | Porsche 3.6L Turbo Flat-6          | G    | 63    |
| 39 DNF   | GT1       | 30 | ZR-1 Corvette Team USA                       | John Paul Jr. Chris McDougall James Mero                              | Chevrolet Corvette ZR-1            | G    | 57    |
| 39 DNF   | GT1       | 30 | ZR-1 Corvette Team USA                       | John Paul Jr. Chris McDougall James Mero                              | Chevrolet 6.3L Turbo V8            | G    | 57    |
| 40 DNF   | GT1       | 40 | Ennea SRL Ferrari Club Italia                | Anders Olofsson Luciano della Noce Óta Tecuja                         | Ferrari F40 GTE                    | P    | 42    |
| 40 DNF   | GT1       | 40 | Ennea SRL Ferrari Club Italia                | Anders Olofsson Luciano della Noce Óta Tecuja                         | Ferrari 3.0L Turbo V8              | P    | 42    |
| 41 DNF   | GT1       | 52 | Lister Cars Ltd.                             | Geoff Lees Dominic Chappell Rupert Keegan                             | Lister Storm GTS                   | M    | 40    |
| 41 DNF   | GT1       | 52 | Lister Cars Ltd.                             | Geoff Lees Dominic Chappell Rupert Keegan                             | Jaguar 7.0L V12                    | M    | 40    |
| 42 DNF   | GT1       | 55 | Jean-Claude Miloe Societé Larbre Compétition | Pierre Yver Jean-Luc Chereau Jack Leconte                             | Porsche 911 GT2 Evo                | M    | 40    |
| 42 DNF   | GT1       | 55 | Jean-Claude Miloe Societé Larbre Compétition | Pierre Yver Jean-Luc Chereau Jack Leconte                             | Porsche 3.6L Turbo Flat-6          | M    | 40    |
| 43 DNF   | LMP2      | 8  | Welter Racing                                | Patrick Gonin Pierre Petit Marc Rostan                                | WR LM94                            | M    | 33    |
| 43 DNF   | LMP2      | 8  | Welter Racing                                | Patrick Gonin Pierre Petit Marc Rostan                                | Peugeot 2.0L Turbo V6              | M    | 33    |
| 44 DNF   | WSC       | 11 | Courage Compétition                          | Henri Pescarolo Franck Lagorce Eric Bernard                           | Courage C41                        | G    | 26    |
| 44 DNF   | WSC       | 11 | Courage Compétition                          | Henri Pescarolo Franck Lagorce Eric Bernard                           | Chevrolet 5.0L V8                  | G    | 26    |
| 45 DNF   | GT1       | 26 | SARD Co. Ltd.                                | Alain Ferté Kenny Acheson Tomiko Yoshikawa                            | Sard MC8-R                         | D    | 14    |
| 45 DNF   | GT1       | 26 | SARD Co. Ltd.                                | Alain Ferté Kenny Acheson Tomiko Yoshikawa                            | Toyota 4.0L Turbo V8               | D    | 14    |
| 46 DNF   | GT2       | 82 | Elf Haberthur Racing                         | Charles Margueron Pierre de Thoisy Philippe Siffert                   | Porsche 911 GT2                    | P    | 13    |
| 46 DNF   | GT2       | 82 | Elf Haberthur Racing                         | Charles Margueron Pierre de Thoisy Philippe Siffert                   | Porsche 3.6L Turbo Flat-6          | P    | 13    |
| 47 DNF   | WSC       | 1  | Euromotorsport Racing Inc.                   | Massimo Sigala Jay Cochran René Arnoux                                | Ferrari 333 SP                     | G    | 7     |
| 47 DNF   | WSC       | 1  | Euromotorsport Racing Inc.                   | Massimo Sigala Jay Cochran René Arnoux                                | Ferrari F310E 4.0L V12             | G    | 7     |
| 48 DNF   | GT1       | 47 | Honda Motor Co. Ltd.                         | Armin Hahne Bertrand Gachot Ivan Capelli                              | Honda NSX GT1                      | D    | 7     |
| 48 DNF   | GT1       | 47 | Honda Motor Co. Ltd.                         | Armin Hahne Bertrand Gachot Ivan Capelli                              | Honda 3.0L Turbo V6                | D    | 7     |